# Dipterologia

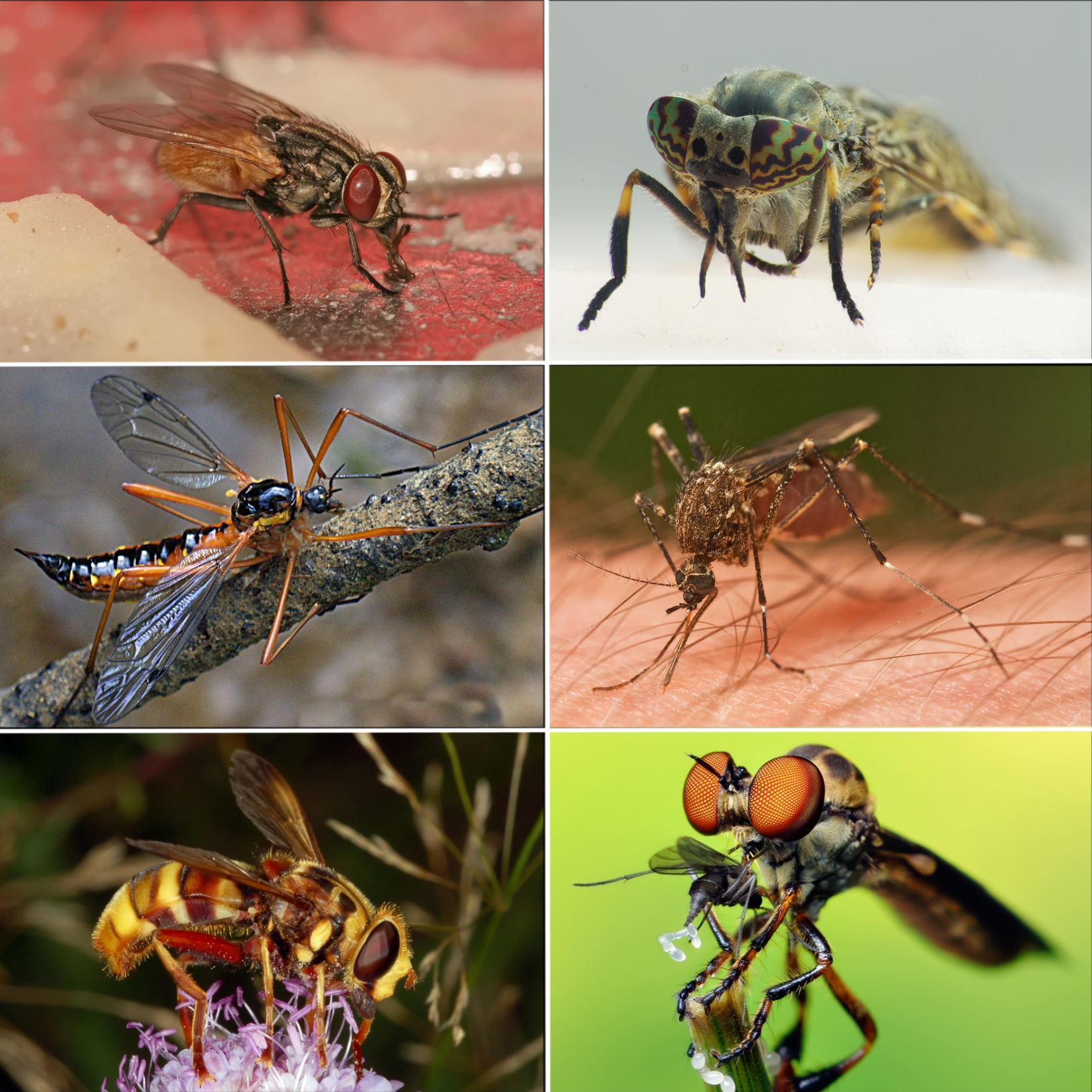
Różne muchówki (Diptera)

Dipterologia – dział entomologii zajmujący się badaniem muchówek (Diptera). Naukowcy zajmujący się dipterologią to dipterolodzy.